# Ponte della Pace (Calgary)

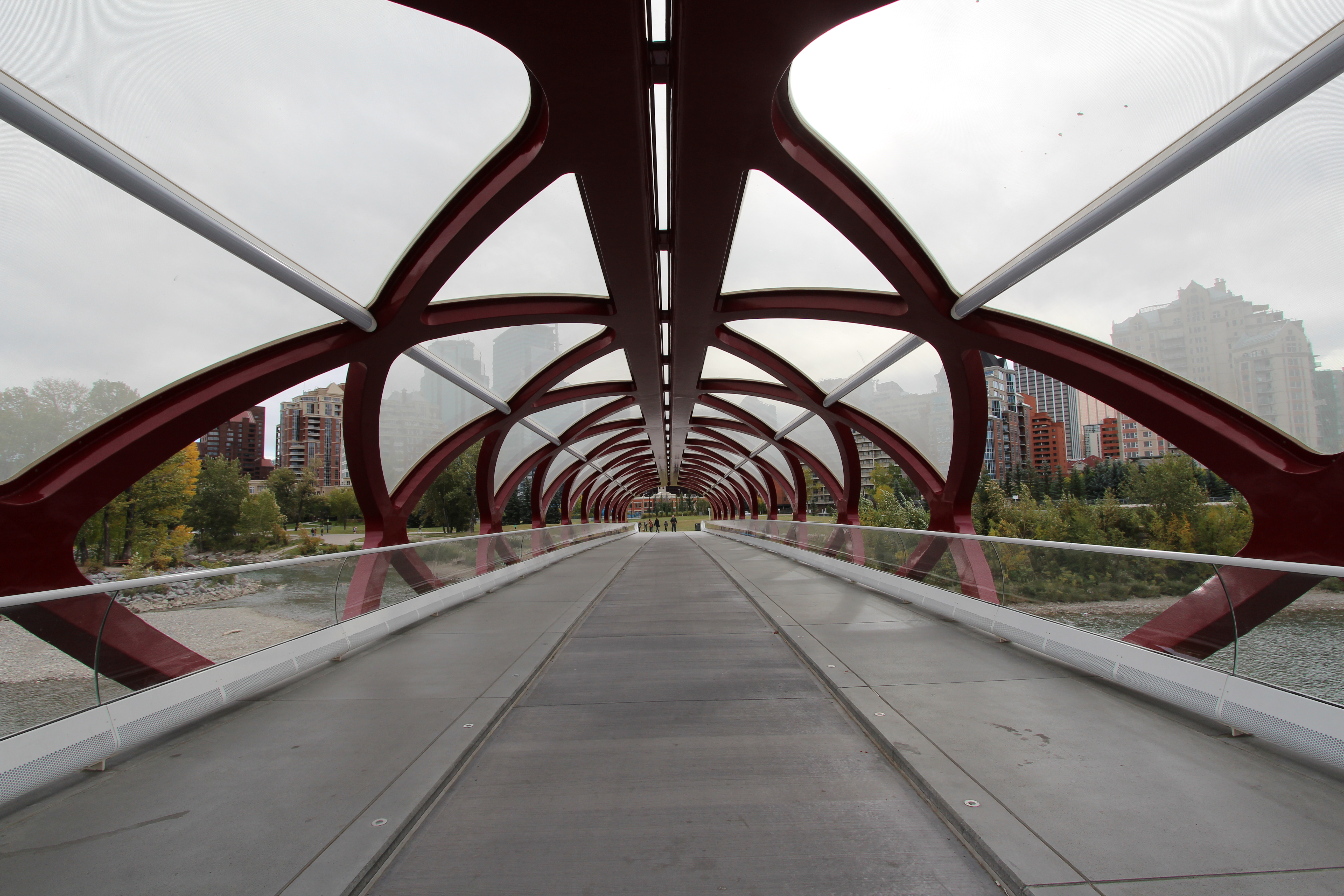
Interno del ponte

Il ponte della Pace è un ponte pedonale e ciclabile che attraversa il fiume Bow a Calgary in Canada. Il ponte, progettato dall'architetto spagnolo Santiago Calatrava, è stato inaugurato il 24 marzo 2012. È soprannominato Finger Trap Bridge per via della sua somiglianza con l'omonimo gioco.
Il ponte è stato costruito dalla municipalità di Calgary per collegare la sponda meridionale del fiume Bow ed il centro di Calgary con la sponda settentrionale del fiume Bow e la comunità di Sunnyside. Il ponte viene utilizzato giornalmente da circa 6.000 persone e si è classificato tra i primi 10 progetti architettonici nel 2012 e tra i primi 10 spazi pubblici del 2012.